# Фэрфорд (авиабаза)
Авиабаза Фэрфорд (англ. Fairford) — военная авиационная база Британии и США в 2 км южнее Фэрфорда графства Глостершир в Англии.

## Современное состояние
База использовалась в последние годы в качестве оперативного аэродрома Военно-воздушных сил США при вторжении коалиционных сил в Ирак в 2003 году, бомбардировках Югославии в 1999 году, войне в Персидском заливе в 1991 году для размещения тяжёлых бомбардировщиков Boeing B-52 Stratofortress.
В марте 2019 года на базу было вновь переброшено шесть таких бомбардировщиков. Аэродром использовался как запасной для аварийной посадки кораблей многоразового использования Спейс-Шаттл в Великобритании.
В настоящее время аэродром является запасным. Периодически используется для проведения авиационных показов. Авиабаза является местом проведения ежегодного фестиваля военной авиации Royal International Air Tattoo.

## История
Авиабаза была построена в 1943 году для временного размещения авиации ВВС США в Великобритании. Был построен военный госпиталь для раненых американских лётчиков и солдат. В начале 1944 года аэродром был использован для вторжения в Нормандию.
В 1948 году авиация ВВС США прекратила использование базы. Вновь авиабаза стала востребована в 1950 году, когда на аэродроме была проведена реконструкция. В последующие годы на авиабазе размещались оперативные группы бомбардировщиков с периодичностью пребывания в несколько месяцев. С началом развёртывания в 1954 году ядерного оружия США выбрали авиабазу Фэрфорд в качестве одной из своих основных баз. После этого на аэродроме были размещены несколько эскадрилий бомбардировщиков Boeing B-47 Stratojet, а также самолёты дозаправки Boeing KC-97 Stratofreighter, которые базировались до 1963 года. В 1964 году все самолёты были перебазированы на авиабазу Милденхолл. А 1 июня 1964 года база была официально передана ВВС Великобритании.
После передачи авиабазы Королевским ВВС она была использована в целях обучения для лётчиков-истребителей. С 1965 по 1966 год на базе располагалась пилотажная группа Красные Стрелы. С 1966 по 1969 год аэродром служил базой для различных видов транспортных самолётов, в том числе для базирования первых самолётов Lockheed C-130 Hercules, которые вскоре были перебазированы на базу Лейкенхит. С 1969 года на авиабазе начались испытания прототипа Конкорда, которые проводились до 1978 года.
В 1978 году ВВС США вновь был проявлен интерес к авиабазе и с правительством Великобритании было заключено соглашение об использовании базы ВВС США, действующее до настоящего времени. В 1978 году на авиабазе были размещены самолёты-заправщики Boeing KC-135 Stratotanker. Также на регулярной основе на аэродром прибывают бомбардировщики Boeing B-52 Stratofortress.
24 июля 1993 года на авиашоу в честь 75-летия британских ВВС произошло лётное происшествие: при выполнении лётчиками Бесчастновым и Тресвятским двойной петли столкнулись и рухнули на землю два МиГ-29; обошлось без жертв.
С 2000 по 2002 год проходила глубокая модернизация базы, которая финансировалась НАТО.